# Tegelrött gräsfly
Tegelrött gräsfly, Mythimna ferrago, är en fjärilsart som först beskrevs av Johan Christian Fabricius 1787.  Tegelrött gräsfly ingår i släktet Mythimna, och familjen nattflyn.
Vingspannet är 36-41 millimeter. Arten är vida spridd i Europa och reproducerande i Sverige.